# Cupido (série télévisée d'animation)
Pour les articles homonymes, voir Cupido (homonymie).
Cupido est une série télévisée d'animation française en 24 épisodes de 12 minutes, créée par Bernard Deyriès et Georges Domenech et diffusée à partir du 14 septembre 1991 sur Antenne 2.

## Synopsis
À Couleurville, Victor et Sophie font tout leur possible pour semer l'amour entre les Blancs, les Bleus, les Rouges et les Jaunes. Ils sont aidés dans cette tâche par Cupido, un petit ange venu de la planète Évole.

## Fiche technique
- Titre : Cupido
- Création : Bernard Deyriés, Georges Domenech
- Réalisation : Bernard Deyriés, Christian Choquet  / Direction de la production : Xavier Picard
- Scénario : Jean Chalopin
- Musique : Bill Baxter
- Production : Xavier Picard ; Jean Chalopin (délégué)
- Animation Production : KK C&D, Shigeru Akagawa（赤川茂）, Hiroshi Toita（戸井田博史）
- Sociétés de production : Antenne 2, C&D
- Pays : France
- Langue : français
- Format : Couleur - 35 mm - son mono
- Nombre d'épisodes : 26 (1 saison)
- Durée : 12 min.
- Dates de première diffusion :  France : 28 septembre 1991

## Distribution
- Brigitte Lecordier : Cupido
- Olivier Destrez : Victor
- Dorothée Jemma : Sophie
- Philippe Dumat : le ministre du Bleu
- Henri Poirier : le ministre du Blanc /  François le barman
- Francis Lax : le ministre du Jaune / le professeur Savant
- Évelyne Grandjean : la ministre du Rouge / Cupidette
- Roger Carel : le roi
- Maurice Sarfati : le sergent Bruno
- Jacques Ciron : Charles, le majordome
- Thierry Bourdon, Valérie Siclay : voix additionnelles

## Épisodes
1. Jeu de vilains
2. De la nourriture pour les animaux
3. Le Plus Grand Gâteau du monde
4. Le Fruit défendu
5. Le Jour de la boxe
6. Le Doux Parfum de l'amour
7. Le meilleur étudiant de l'année
8. Des gâteaux, des gâteaux
9. Perdu et retrouvé
10. L'Espion à quatre pattes
11. Le Prince et les Amoureux
12. La Journée de l'amour
13. La Fontaine de la haine
14. Cupidette
15. Le Nouvel Assistant du prince
16. Le Fantôme du château
17. Ils ont capturé Sophie
18. Le prince a disparu
19. Les Enfants multicolores
20. Sophie la voleuse
21. La Maison rouge-bleu
22. L'Homme-oiseau de Couleurville
23. Les deux aspects de Cupido
24. Piège de l'amour
25. Professeur Gâteau
26. Les amants impossibles